# Kvalspelet till U21-Europamästerskapet i fotboll 2023 (grupp E)
Kvalspelet till U21-Europamästerskapet i fotboll 2023 (grupp E) bestod av sex lag: Nederländerna, Schweiz, Bulgarien, Wales, Moldavien och Gibraltar. Lagindelningen i de nio grupperna i gruppspelet bestämdes genom en lottning på Uefas högkvarter i Nyon, Schweiz den 28 januari 2021.

## Tabell
| Nr | Lag           | S  | V | O | F | GM | IM | MS  | P  |
| -- | ------------- | -- | - | - | - | -- | -- | --- | -- |
| 1  | Nederländerna | 10 | 8 | 2 | 0 | 32 | 3  | +29 | 26 |
| 2  | Schweiz       | 10 | 7 | 2 | 1 | 22 | 6  | +16 | 23 |
| 3  | Moldavien     | 10 | 3 | 3 | 4 | 7  | 12 | −5  | 12 |
| 4  | Wales         | 10 | 3 | 2 | 5 | 15 | 14 | +1  | 11 |
| 5  | Bulgarien     | 10 | 2 | 4 | 4 | 10 | 11 | −1  | 10 |
| 6  | Gibraltar     | 10 | 0 | 1 | 9 | 1  | 41 | −40 | 1  |

## Matcher
|             | 4 juni 2021 | Wales | 0 – 0   | Moldavien | Stebonheath Park                                       |                                                        |
| 19:30 UTC+1 | 19:30 UTC+1 |       | Rapport |           | Llanelli Publik: 0 Domare: Matthew De Gabriele (Malta) | Llanelli Publik: 0 Domare: Matthew De Gabriele (Malta) |
| 19:30 UTC+1 | 19:30 UTC+1 |       |         |           | Llanelli Publik: 0 Domare: Matthew De Gabriele (Malta) | Llanelli Publik: 0 Domare: Matthew De Gabriele (Malta) |
| 19:30 UTC+1 | 19:30 UTC+1 |       |         |           | Llanelli Publik: 0 Domare: Matthew De Gabriele (Malta) | Llanelli Publik: 0 Domare: Matthew De Gabriele (Malta) |

|             | 3 september 2021 | Moldavien | 0 – 2           | Bulgarien                           | Zimbru Stadium                                      |                                                     |
| 20:00 UTC+3 | 20:00 UTC+3      |           | (0 – 0) Rapport | 52′ Martin Minchev 75′ Mitko Mitkov | Chișinău Publik: 350 Domare: Enea Jorgji (Albanien) | Chișinău Publik: 350 Domare: Enea Jorgji (Albanien) |
| 20:00 UTC+3 | 20:00 UTC+3      |           |                 |                                     | Chișinău Publik: 350 Domare: Enea Jorgji (Albanien) | Chișinău Publik: 350 Domare: Enea Jorgji (Albanien) |
| 20:00 UTC+3 | 20:00 UTC+3      |           |                 |                                     | Chișinău Publik: 350 Domare: Enea Jorgji (Albanien) | Chișinău Publik: 350 Domare: Enea Jorgji (Albanien) |

|             | 3 september 2021 | Schweiz                                                              | 4 – 0           | Gibraltar | Stade Tourbillon                                     |                                                      |
| 19:00 UTC+2 | 19:00 UTC+2      | Alex Jankewitz 4′ Jan Kronig 25′ Felix Mambimbi 36′ Zeki Amdouni 78′ | (3 – 0) Rapport |           | Sion Publik: 750 Domare: Rauf Jabarov (Azerbajdzjan) | Sion Publik: 750 Domare: Rauf Jabarov (Azerbajdzjan) |
| 19:00 UTC+2 | 19:00 UTC+2      |                                                                      |                 |           | Sion Publik: 750 Domare: Rauf Jabarov (Azerbajdzjan) | Sion Publik: 750 Domare: Rauf Jabarov (Azerbajdzjan) |
| 19:00 UTC+2 | 19:00 UTC+2      |                                                                      |                 |           | Sion Publik: 750 Domare: Rauf Jabarov (Azerbajdzjan) | Sion Publik: 750 Domare: Rauf Jabarov (Azerbajdzjan) |

|             | 7 september 2021 | Bulgarien | 0 – 4           | Wales                                         | Stadion Slavia                                    |                                                   |
| 18:30 UTC+3 | 18:30 UTC+3      |           | (0 – 2) Rapport | 27′, 50′, 73′ Jack Vale 42′ Billy Sass-Davies | Sofia Publik: 400 Domare: Visar Kastrati (Kosovo) | Sofia Publik: 400 Domare: Visar Kastrati (Kosovo) |
| 18:30 UTC+3 | 18:30 UTC+3      |           |                 |                                               | Sofia Publik: 400 Domare: Visar Kastrati (Kosovo) | Sofia Publik: 400 Domare: Visar Kastrati (Kosovo) |
| 18:30 UTC+3 | 18:30 UTC+3      |           |                 |                                               | Sofia Publik: 400 Domare: Visar Kastrati (Kosovo) | Sofia Publik: 400 Domare: Visar Kastrati (Kosovo) |

|             | 7 september 2021 | Gibraltar | 0 – 4           | Schweiz                                                      | Victoria Stadium                                        |                                                         |
| 18:00 UTC+2 | 18:00 UTC+2      |           | (0 – 2) Rapport | 24′ Gabriel Barès 44′ Felix Mambimbi 86′, 90+4′ Zeki Amdouni | Gibraltar Publik: 311 Domare: Michal Ocenáš (Slovakien) | Gibraltar Publik: 311 Domare: Michal Ocenáš (Slovakien) |
| 18:00 UTC+2 | 18:00 UTC+2      |           |                 |                                                              | Gibraltar Publik: 311 Domare: Michal Ocenáš (Slovakien) | Gibraltar Publik: 311 Domare: Michal Ocenáš (Slovakien) |
| 18:00 UTC+2 | 18:00 UTC+2      |           |                 |                                                              | Gibraltar Publik: 311 Domare: Michal Ocenáš (Slovakien) | Gibraltar Publik: 311 Domare: Michal Ocenáš (Slovakien) |

|             | 7 september 2021 | Nederländerna                                                 | 3 – 0           | Moldavien | De Adelaarshorst                                            |                                                             |
| 18:45 UTC+2 | 18:45 UTC+2      | Joshua Zirkzee 30′ Jurgen Ekkelenkamp 45+1′ Brian Brobbey 54′ | (2 – 0) Rapport |           | Deventer Publik: 1 780 Domare: Emmanouil Skoulas (Grekland) | Deventer Publik: 1 780 Domare: Emmanouil Skoulas (Grekland) |
| 18:45 UTC+2 | 18:45 UTC+2      |                                                               |                 |           | Deventer Publik: 1 780 Domare: Emmanouil Skoulas (Grekland) | Deventer Publik: 1 780 Domare: Emmanouil Skoulas (Grekland) |
| 18:45 UTC+2 | 18:45 UTC+2      |                                                               |                 |           | Deventer Publik: 1 780 Domare: Emmanouil Skoulas (Grekland) | Deventer Publik: 1 780 Domare: Emmanouil Skoulas (Grekland) |

|             | 8 oktober 2021 | Moldavien         | 1 – 0           | Wales | CSR Orhei                                              |                                                        |
| 18:00 UTC+3 | 18:00 UTC+3    | Dinis Ieşeanu 21′ | (1 – 0) Rapport |       | Orhei Publik: 220 Domare: Milovan Milačić (Montenegro) | Orhei Publik: 220 Domare: Milovan Milačić (Montenegro) |
| 18:00 UTC+3 | 18:00 UTC+3    |                   |                 |       | Orhei Publik: 220 Domare: Milovan Milačić (Montenegro) | Orhei Publik: 220 Domare: Milovan Milačić (Montenegro) |
| 18:00 UTC+3 | 18:00 UTC+3    |                   |                 |       | Orhei Publik: 220 Domare: Milovan Milačić (Montenegro) | Orhei Publik: 220 Domare: Milovan Milačić (Montenegro) |

|             | 8 oktober 2021 | Bulgarien                                                                   | 5 – 0           | Gibraltar | Stadion Slavia                                       |                                                      |
| 18:30 UTC+2 | 18:30 UTC+2    | Vladimir Nikolov 6′, 25′ (str.), 26′ Martin Petkov 35′ Dimitar Stoyanov 63′ | (4 – 0) Rapport |           | Sofia Publik: 45 Domare: Aleksei Matyunin (Ryssland) | Sofia Publik: 45 Domare: Aleksei Matyunin (Ryssland) |
| 18:30 UTC+2 | 18:30 UTC+2    |                                                                             |                 |           | Sofia Publik: 45 Domare: Aleksei Matyunin (Ryssland) | Sofia Publik: 45 Domare: Aleksei Matyunin (Ryssland) |
| 18:30 UTC+2 | 18:30 UTC+2    |                                                                             |                 |           | Sofia Publik: 45 Domare: Aleksei Matyunin (Ryssland) | Sofia Publik: 45 Domare: Aleksei Matyunin (Ryssland) |

|             | 8 oktober 2021 | Schweiz              | 2 – 2           | Nederländerna           | Stade de la Tuilière                                   |                                                        |
| 19:00 UTC+2 | 19:00 UTC+2    | Noah Okafor 28′, 49′ | (1 – 0) Rapport | 62′, 69′ Joshua Zirkzee | Lausanne Publik: 7 057 Domare: Novak Simović (Serbien) | Lausanne Publik: 7 057 Domare: Novak Simović (Serbien) |
| 19:00 UTC+2 | 19:00 UTC+2    |                      |                 |                         | Lausanne Publik: 7 057 Domare: Novak Simović (Serbien) | Lausanne Publik: 7 057 Domare: Novak Simović (Serbien) |
| 19:00 UTC+2 | 19:00 UTC+2    |                      |                 |                         | Lausanne Publik: 7 057 Domare: Novak Simović (Serbien) | Lausanne Publik: 7 057 Domare: Novak Simović (Serbien) |

|             | 12 oktober 2021 | Bulgarien | 0 – 1           | Schweiz            | Stadion Slavia                                 |                                                |
| 18:00 UTC+3 | 18:00 UTC+3     |           | (0 – 1) Rapport | 45′ Kastriot Imeri | Sofia Publik: 93 Domare: Lazar Lukić (Serbien) | Sofia Publik: 93 Domare: Lazar Lukić (Serbien) |
| 18:00 UTC+3 | 18:00 UTC+3     |           |                 |                    | Sofia Publik: 93 Domare: Lazar Lukić (Serbien) | Sofia Publik: 93 Domare: Lazar Lukić (Serbien) |
| 18:00 UTC+3 | 18:00 UTC+3     |           |                 |                    | Sofia Publik: 93 Domare: Lazar Lukić (Serbien) | Sofia Publik: 93 Domare: Lazar Lukić (Serbien) |

|             | 12 oktober 2021 | Moldavien         | 1 – 0           | Gibraltar | Zimbru Stadium                                         |                                                        |
| 19:00 UTC+3 | 19:00 UTC+3     | Eugeniu Gliga 83′ | (0 – 0) Rapport |           | Chișinău Publik: 123 Domare: Daniyar Sakhi (Kazakstan) | Chișinău Publik: 123 Domare: Daniyar Sakhi (Kazakstan) |
| 19:00 UTC+3 | 19:00 UTC+3     |                   |                 |           | Chișinău Publik: 123 Domare: Daniyar Sakhi (Kazakstan) | Chișinău Publik: 123 Domare: Daniyar Sakhi (Kazakstan) |
| 19:00 UTC+3 | 19:00 UTC+3     |                   |                 |           | Chișinău Publik: 123 Domare: Daniyar Sakhi (Kazakstan) | Chișinău Publik: 123 Domare: Daniyar Sakhi (Kazakstan) |

|             | 12 oktober 2021 | Nederländerna                                                                        | 5 – 0           | Wales | Goffertstadion                                         |                                                        |
| 20:00 UTC+2 | 20:00 UTC+2     | Jurgen Ekkelenkamp 7′, 53′ Sven Botman 35′ Fin Stevens 48′ (sjm.) Daishawn Redan 50′ | (2 – 0) Rapport |       | Nijmegen Publik: 3 082 Domare: Philip Farrugia (Malta) | Nijmegen Publik: 3 082 Domare: Philip Farrugia (Malta) |
| 20:00 UTC+2 | 20:00 UTC+2     |                                                                                      |                 |       | Nijmegen Publik: 3 082 Domare: Philip Farrugia (Malta) | Nijmegen Publik: 3 082 Domare: Philip Farrugia (Malta) |
| 20:00 UTC+2 | 20:00 UTC+2     |                                                                                      |                 |       | Nijmegen Publik: 3 082 Domare: Philip Farrugia (Malta) | Nijmegen Publik: 3 082 Domare: Philip Farrugia (Malta) |

|             | 12 november 2021 | Schweiz                                           | 3 – 0           | Moldavien | Stockhorn Arena                                      |                                                      |
| 18:30 UTC+1 | 18:30 UTC+1      | Zeki Amdouni 67′ Anel Husic 76′ Fabian Rieder 86′ | (0 – 0) Rapport |           | Thun Publik: 1 448 Domare: Jonathan Lardot (Belgien) | Thun Publik: 1 448 Domare: Jonathan Lardot (Belgien) |
| 18:30 UTC+1 | 18:30 UTC+1      |                                                   |                 |           | Thun Publik: 1 448 Domare: Jonathan Lardot (Belgien) | Thun Publik: 1 448 Domare: Jonathan Lardot (Belgien) |
| 18:30 UTC+1 | 18:30 UTC+1      |                                                   |                 |           | Thun Publik: 1 448 Domare: Jonathan Lardot (Belgien) | Thun Publik: 1 448 Domare: Jonathan Lardot (Belgien) |

|             | 12 november 2021 | Nederländerna                                  | 3 – 1           | Bulgarien          | Yanmar Stadion                                           |                                                          |
| 18:45 UTC+1 | 18:45 UTC+1      | Ian Maatsen 38′ Joshua Zirkzee 46′, 90′ (str.) | (1 – 1) Rapport | 19′ Martin Minchev | Almere Publik: 2 200 Domare: Sascha Stegemann (Tyskland) | Almere Publik: 2 200 Domare: Sascha Stegemann (Tyskland) |
| 18:45 UTC+1 | 18:45 UTC+1      |                                                |                 |                    | Almere Publik: 2 200 Domare: Sascha Stegemann (Tyskland) | Almere Publik: 2 200 Domare: Sascha Stegemann (Tyskland) |
| 18:45 UTC+1 | 18:45 UTC+1      |                                                |                 |                    | Almere Publik: 2 200 Domare: Sascha Stegemann (Tyskland) | Almere Publik: 2 200 Domare: Sascha Stegemann (Tyskland) |

|             | 12 november 2021 | Gibraltar | 0 – 7           | Wales | Victoria Stadium                                      |                                                       |
| 19:00 UTC+1 | 19:00 UTC+1      |           | (0 – 3) Rapport | 13′ Owen Beck 16′ (str.), 51′ Joe Adams 33′ Luke Jephcott 71′ Daniel Williams 84′ Terry Taylor 88′ Ryan Astley | Gibraltar Publik: 334 Domare: Marian Barbu (Rumänien) | Gibraltar Publik: 334 Domare: Marian Barbu (Rumänien) |
| 19:00 UTC+1 | 19:00 UTC+1      |           |                 | | Gibraltar Publik: 334 Domare: Marian Barbu (Rumänien) | Gibraltar Publik: 334 Domare: Marian Barbu (Rumänien) |
| 19:00 UTC+1 | 19:00 UTC+1      |           |                 | | Gibraltar Publik: 334 Domare: Marian Barbu (Rumänien) | Gibraltar Publik: 334 Domare: Marian Barbu (Rumänien) |

|             | 15 november 2021 | Gibraltar | 0 – 7           | Nederländerna | Victoria Stadium                                             |                                                              |
| 14:00 UTC+1 | 14:00 UTC+1      |           | (0 – 2) Rapport | 16′ Crysencio Summerville 20′ Ki-Jana Hoever 48′ Brian Brobbey 53′, 56′ Joshua Zirkzee 68′ Jurgen Ekkelenkamp 81′ Daishawn Redan | Gibraltar Publik: 550 Domare: Helgi Mikael Jónasson (Island) | Gibraltar Publik: 550 Domare: Helgi Mikael Jónasson (Island) |
| 14:00 UTC+1 | 14:00 UTC+1      |           |                 | | Gibraltar Publik: 550 Domare: Helgi Mikael Jónasson (Island) | Gibraltar Publik: 550 Domare: Helgi Mikael Jónasson (Island) |
| 14:00 UTC+1 | 14:00 UTC+1      |           |                 | | Gibraltar Publik: 550 Domare: Helgi Mikael Jónasson (Island) | Gibraltar Publik: 550 Domare: Helgi Mikael Jónasson (Island) |

|             | 16 november 2021 | Bulgarien | 0 – 0   | Moldavien | Stadion Slavia                                    |                                                   |
| 18:30 UTC+2 | 18:30 UTC+2      |           | Rapport |           | Sofia Publik: 42 Domare: Petri Viljanen (Finland) | Sofia Publik: 42 Domare: Petri Viljanen (Finland) |
| 18:30 UTC+2 | 18:30 UTC+2      |           |         |           | Sofia Publik: 42 Domare: Petri Viljanen (Finland) | Sofia Publik: 42 Domare: Petri Viljanen (Finland) |
| 18:30 UTC+2 | 18:30 UTC+2      |           |         |           | Sofia Publik: 42 Domare: Petri Viljanen (Finland) | Sofia Publik: 42 Domare: Petri Viljanen (Finland) |

|             | 16 november 2021 | Wales | 0 – 1           | Schweiz            | Rodney Parade                                               |                                                             |
| 18:00 UTC±0 | 18:00 UTC±0      |       | (0 – 0) Rapport | 53′ Felix Mambimbi | Newport Publik: 237 Domare: Manfredas Lukjancukas (Litauen) | Newport Publik: 237 Domare: Manfredas Lukjancukas (Litauen) |
| 18:00 UTC±0 | 18:00 UTC±0      |       |                 |                    | Newport Publik: 237 Domare: Manfredas Lukjancukas (Litauen) | Newport Publik: 237 Domare: Manfredas Lukjancukas (Litauen) |
| 18:00 UTC±0 | 18:00 UTC±0      |       |                 |                    | Newport Publik: 237 Domare: Manfredas Lukjancukas (Litauen) | Newport Publik: 237 Domare: Manfredas Lukjancukas (Litauen) |

|             | 25 mars 2022 | Bulgarien | 0 – 0   | Nederländerna | Stadion Slavia                                   |                                                  |
| 19:45 UTC+2 | 19:45 UTC+2  |           | Rapport |               | Sofia Publik: 332 Domare: Sandi Putros (Danmark) | Sofia Publik: 332 Domare: Sandi Putros (Danmark) |
| 19:45 UTC+2 | 19:45 UTC+2  |           |         |               | Sofia Publik: 332 Domare: Sandi Putros (Danmark) | Sofia Publik: 332 Domare: Sandi Putros (Danmark) |
| 19:45 UTC+2 | 19:45 UTC+2  |           |         |               | Sofia Publik: 332 Domare: Sandi Putros (Danmark) | Sofia Publik: 332 Domare: Sandi Putros (Danmark) |

|             | 25 mars 2022 | Schweiz                                                     | 5 – 1           | Wales         | Stade de la Tuilière                                  |                                                       |
| 19:00 UTC+1 | 19:00 UTC+1  | Felix Mambimbi 12′ Dan Ndoye 15′, 47′ Zeki Amdouni 20′, 50′ | (3 – 0) Rapport | 46′ Joe Adams | Lausanne Publik: 6 618 Domare: Ferenc Karakó (Ungern) | Lausanne Publik: 6 618 Domare: Ferenc Karakó (Ungern) |
| 19:00 UTC+1 | 19:00 UTC+1  |                                                             |                 |               | Lausanne Publik: 6 618 Domare: Ferenc Karakó (Ungern) | Lausanne Publik: 6 618 Domare: Ferenc Karakó (Ungern) |
| 19:00 UTC+1 | 19:00 UTC+1  |                                                             |                 |               | Lausanne Publik: 6 618 Domare: Ferenc Karakó (Ungern) | Lausanne Publik: 6 618 Domare: Ferenc Karakó (Ungern) |

|             | 29 mars 2022 | Gibraltar | 0 – 4           | Moldavien                                                    | Victoria Stadium                                                  |                                                                   |
| 13:00 UTC+2 | 13:00 UTC+2  |           | (0 – 1) Rapport | 21′, 72′ Vladislav Blănuță 61′ Iurie Iovu 63′ Nicu Namolovan | Gibraltar Publik: 1 278 Domare: Vitālijs Spasjoņņikovs (Lettland) | Gibraltar Publik: 1 278 Domare: Vitālijs Spasjoņņikovs (Lettland) |
| 13:00 UTC+2 | 13:00 UTC+2  |           |                 |                                                              | Gibraltar Publik: 1 278 Domare: Vitālijs Spasjoņņikovs (Lettland) | Gibraltar Publik: 1 278 Domare: Vitālijs Spasjoņņikovs (Lettland) |
| 13:00 UTC+2 | 13:00 UTC+2  |           |                 |                                                              | Gibraltar Publik: 1 278 Domare: Vitālijs Spasjoņņikovs (Lettland) | Gibraltar Publik: 1 278 Domare: Vitālijs Spasjoņņikovs (Lettland) |

|             | 29 mars 2022 | Wales           | 1 – 1           | Bulgarien            | Rodney Parade                                     |                                                   |
| 15:00 UTC+1 | 15:00 UTC+1  | Sam Pearson 63′ | (0 – 0) Rapport | 61′ Vladimir Nikolov | Newport Publik: 210 Domare: Pavel Orel (Tjeckien) | Newport Publik: 210 Domare: Pavel Orel (Tjeckien) |
| 15:00 UTC+1 | 15:00 UTC+1  |                 |                 |                      | Newport Publik: 210 Domare: Pavel Orel (Tjeckien) | Newport Publik: 210 Domare: Pavel Orel (Tjeckien) |
| 15:00 UTC+1 | 15:00 UTC+1  |                 |                 |                      | Newport Publik: 210 Domare: Pavel Orel (Tjeckien) | Newport Publik: 210 Domare: Pavel Orel (Tjeckien) |

|             | 29 mars 2022 | Nederländerna          | 2 – 0           | Schweiz | De Adelaarshorst                                   |                                                    |
| 18:45 UTC+2 | 18:45 UTC+2  | Elayis Tavşan 76′, 78′ | (0 – 0) Rapport |         | Deventer Publik: 4 200 Domare: Rohit Saggi (Norge) | Deventer Publik: 4 200 Domare: Rohit Saggi (Norge) |
| 18:45 UTC+2 | 18:45 UTC+2  |                        |                 |         | Deventer Publik: 4 200 Domare: Rohit Saggi (Norge) | Deventer Publik: 4 200 Domare: Rohit Saggi (Norge) |
| 18:45 UTC+2 | 18:45 UTC+2  |                        |                 |         | Deventer Publik: 4 200 Domare: Rohit Saggi (Norge) | Deventer Publik: 4 200 Domare: Rohit Saggi (Norge) |

|             | 3 juni 2022 | Moldavien | 0 – 3           | Nederländerna                            | Zimbru Stadium                                       |                                                      |
| 19:45 UTC+3 | 19:45 UTC+3 |           | (0 – 2) Rapport | 2′ Quinten Timber 17′, 58′ Brian Brobbey | Chișinău Publik: 795 Domare: Juxhin Xhaja (Albanien) | Chișinău Publik: 795 Domare: Juxhin Xhaja (Albanien) |
| 19:45 UTC+3 | 19:45 UTC+3 |           |                 |                                          | Chișinău Publik: 795 Domare: Juxhin Xhaja (Albanien) | Chișinău Publik: 795 Domare: Juxhin Xhaja (Albanien) |
| 19:45 UTC+3 | 19:45 UTC+3 |           |                 |                                          | Chișinău Publik: 795 Domare: Juxhin Xhaja (Albanien) | Chișinău Publik: 795 Domare: Juxhin Xhaja (Albanien) |

|             | 4 juni 2022 | Schweiz           | 1 – 0           | Bulgarien | Cornaredo Stadium                                                 |                                                                   |
| 19:00 UTC+2 | 19:00 UTC+2 | Fabian Rieder 56′ | (0 – 0) Rapport |           | Lugano Publik: 1 125 Domare: Gustavo Fernandes Correia (Portugal) | Lugano Publik: 1 125 Domare: Gustavo Fernandes Correia (Portugal) |
| 19:00 UTC+2 | 19:00 UTC+2 |                   |                 |           | Lugano Publik: 1 125 Domare: Gustavo Fernandes Correia (Portugal) | Lugano Publik: 1 125 Domare: Gustavo Fernandes Correia (Portugal) |
| 19:00 UTC+2 | 19:00 UTC+2 |                   |                 |           | Lugano Publik: 1 125 Domare: Gustavo Fernandes Correia (Portugal) | Lugano Publik: 1 125 Domare: Gustavo Fernandes Correia (Portugal) |

|             | 7 juni 2022 | Nederländerna | 6 – 0           | Gibraltar | Yanmar Stadion                                       |                                                      |
| 20:00 UTC+2 | 20:00 UTC+2 | Daniël van Kaam 46′ Daishawn Redan 60′ Sepp van den Berg 67′ Myron Boadu 68′ Brian Brobbey 74′ Elayis Tavşan 89′ | (0 – 0) Rapport |           | Almere Publik: 1 750 Domare: Jan Machálek (Tjeckien) | Almere Publik: 1 750 Domare: Jan Machálek (Tjeckien) |
| 20:00 UTC+2 | 20:00 UTC+2 | |                 |           | Almere Publik: 1 750 Domare: Jan Machálek (Tjeckien) | Almere Publik: 1 750 Domare: Jan Machálek (Tjeckien) |
| 20:00 UTC+2 | 20:00 UTC+2 | |                 |           | Almere Publik: 1 750 Domare: Jan Machálek (Tjeckien) | Almere Publik: 1 750 Domare: Jan Machálek (Tjeckien) |

|             | 8 juni 2022 | Moldavien             | 1 – 1           | Schweiz                  | Zimbru Stadium                                        |                                                       |
| 19:00 UTC+3 | 19:00 UTC+3 | Vladislav Blănuță 75′ | (0 – 1) Rapport | 5′ (str.) Kastriot Imeri | Chișinău Publik: 738 Domare: Kevin Clancy (Skottland) | Chișinău Publik: 738 Domare: Kevin Clancy (Skottland) |
| 19:00 UTC+3 | 19:00 UTC+3 |                       |                 |                          | Chișinău Publik: 738 Domare: Kevin Clancy (Skottland) | Chișinău Publik: 738 Domare: Kevin Clancy (Skottland) |
| 19:00 UTC+3 | 19:00 UTC+3 |                       |                 |                          | Chișinău Publik: 738 Domare: Kevin Clancy (Skottland) | Chișinău Publik: 738 Domare: Kevin Clancy (Skottland) |

|             | 11 juni 2022 | Wales | 0 – 1           | Nederländerna            | Parc y Scarlets                                      |                                                      |
| 17:00 UTC+1 | 17:00 UTC+1  |       | (0 – 0) Rapport | 86′ Lutsharel Geertruida | Llanelli Publik: 161 Domare: David Smajc (Slovenien) | Llanelli Publik: 161 Domare: David Smajc (Slovenien) |
| 17:00 UTC+1 | 17:00 UTC+1  |       |                 |                          | Llanelli Publik: 161 Domare: David Smajc (Slovenien) | Llanelli Publik: 161 Domare: David Smajc (Slovenien) |
| 17:00 UTC+1 | 17:00 UTC+1  |       |                 |                          | Llanelli Publik: 161 Domare: David Smajc (Slovenien) | Llanelli Publik: 161 Domare: David Smajc (Slovenien) |

|             | 11 juni 2022 | Gibraltar                | 1 – 0           | Bulgarien            | Victoria Stadium                                         |                                                          |
| 20:00 UTC+2 | 20:00 UTC+2  | Dylan Peacock 83′ (str.) | (0 – 0) Rapport | 57′ Vladimir Nikolov | Gibraltar Publik: 480 Domare: Alessandro Dudic (Schweiz) | Gibraltar Publik: 480 Domare: Alessandro Dudic (Schweiz) |
| 20:00 UTC+2 | 20:00 UTC+2  |                          |                 |                      | Gibraltar Publik: 480 Domare: Alessandro Dudic (Schweiz) | Gibraltar Publik: 480 Domare: Alessandro Dudic (Schweiz) |
| 20:00 UTC+2 | 20:00 UTC+2  |                          |                 |                      | Gibraltar Publik: 480 Domare: Alessandro Dudic (Schweiz) | Gibraltar Publik: 480 Domare: Alessandro Dudic (Schweiz) |

|             | 14 juni 2022 | Wales                          | 2 – 0           | Gibraltar | Parc y Scarlets                                              |                                                              |
| 13:00 UTC+1 | 13:00 UTC+1  | Eli King 1′ Oliver Hammond 53′ | (1 – 0) Rapport |           | Llanelli Publik: 250 Domare: Chrysovalantis Theouli (Cypern) | Llanelli Publik: 250 Domare: Chrysovalantis Theouli (Cypern) |
| 13:00 UTC+1 | 13:00 UTC+1  |                                |                 |           | Llanelli Publik: 250 Domare: Chrysovalantis Theouli (Cypern) | Llanelli Publik: 250 Domare: Chrysovalantis Theouli (Cypern) |
| 13:00 UTC+1 | 13:00 UTC+1  |                                |                 |           | Llanelli Publik: 250 Domare: Chrysovalantis Theouli (Cypern) | Llanelli Publik: 250 Domare: Chrysovalantis Theouli (Cypern) |

## Målskyttar
Det gjordes 87 mål på 30 matcher, vilket gav ett snitt på 2,9 mål per match.
7 mål
- Joshua Zirkzee

6 mål
- Zeki Amdouni

5 mål
- Vladimir Nikolov
- Brian Brobbey

4 mål
- Jurgen Ekkelenkamp
- Felix Mambimbi

3 mål
- Vladislav Blănuță
- Daishawn Redan
- Elayis Tavşan
- Joe Adams
- Jack Vale

2 mål
- Martin Minchev
- Kastriot Imeri
- Dan Ndoye
- Noah Okafor
- Fabian Rieder

1 mål
- Mitko Mitkov
- Martin Petkov
- Dimitar Stoyanov
- Dylan Peacock
- Eugeniu Gliga
- Dinis Ieşeanu
- Iurie Iovu
- Nicu Namolovan
- Sepp van den Berg
- Myron Boadu
- Sven Botman
- Lutsharel Geertruida
- Ki-Jana Hoever
- Daniël van Kaam
- Ian Maatsen
- Crysencio Summerville
- Quinten Timber
- Gabriel Barès
- Anel Husic
- Alex Jankewitz
- Jan Kronig
- Ryan Astley
- Owen Beck
- Oliver Hammond
- Luke Jephcott
- Eli King
- Sam Pearson
- Billy Sass-Davies
- Terry Taylor
- Daniel Williams

1 självmål
- Fin Stevens (mot Nederländerna)